# Кид Галахад
«Кид Галахад» (англ. Kid Galahad) — музыкальный фильм 1962 года с участием Элвиса Пресли в главной роли (роль боксёра Уолтера Гулика). Премьера фильма состоялась 29 августа 1962 года.
Съёмки фильма проходили в городе Айдиллуайльд, штат Калифорния.
Фильм является ремейком кинокартины 1937 года («Kid Galahad» режиссёра Майкла Кёртиса) с участием актёров: Эдварда Г. Робинсона, Бетт Дейвис и Хамфри Богарта.
Слоган фильма «Presley packs the the screen’s biggest wallop… with the gals… with the gloves… with the guitar!»

## Сюжет
Бывший солдат Уолтер Гулик (Пресли) возвращается на родину в Нью-Йорк. Не сумев устроиться по специальности, Уолтер становится спарринг-партнёром в боксёрской школе. В процессе его работы в школе, окружение Уолтера начинает замечать в нём серьёзный спортивный потенциал.

## В ролях
- Элвис Пресли — Уолтер Гулик
- Лола Олбрайт — Долли Флетчер
- Гиг Янг — Вилли Гроган
- Джоан Блэкман — Роуз Гроган
- Чарльз Бронсон — Лью Найк
- Рой Робертс — Джерри Батгейт
- Эдвард Аснер — Фрэнк Герсон
- Джадсон Пратт — Говард Зиммерман
- Джордж Митчелл — Гарри Сперлинг

Пресли имел чёрный пояс по каратэ, и на съемках фильма «Кид Галахад» разбивал рукой кирпичи без всяких дублёров, но сломал палец — и в фильм определённые эпизоды не вошли.

## Даты премьер
Даты приведены в соответствии с данными kinopoisk.ru.
- США — 11 августа 1962 (премьерный показ)
- США — 29 августа 1962
- Финляндия — 30 ноября 1962
- Германия — 8 февраля 1963
- Дания — 27 февраля 1963
- Австрия — Май 1963
- Швеция — 4 декабря 1963
- Финляндия — 5 июля 1977 (переиздание)

## Саундтрек
Альбом-саундтрек был записан в октябре 1961 года на студии «Radio Recorders» в Голливуде, штат Калифорния. Музыка из кинофильма была выпущена в формате EP в сентябре после премьерного выпуска фильма.

### Список композиций
1. «King Of The Whole Wide World» (Боб Робертс, Рут Бахелор)
2. «This Is Living» (Бен Вейсман, Фред Вайз)
3. «Riding The Rainbow» (Бен Вейсман, Фред Вайз)
4. «Home Is Where The Heart Is» (Хэл Дэвид, Шерман Эдвардс)
5. «I Got Lucky» (Бен Вейсман, Долорес Фуллер, Фред Вайз)
6. «A Whistling Tune» (Шерман Эдвардс, Хэл Дэвид)

### Состав музыкантов
- Элвис Пресли — вокал
- The Jordanaires — бэк-вокал
- Скотти Мур, Тини Тимбрелл, Нил Мэтьюс младший — гитара
- Боб Мур — бас-гитара
- Дадли Брукс — фортепиано
- Бутс Рэндольф — саксофон
- Доминик Фонтана, Бадди Харман — барабаны

### Рецензии на фильм
- Рецензия Архивная копия от 8 марта 2008 на Wayback Machine Грэйм Кларка на сайте The Spinning Image Архивная копия от 8 мая 2009 на Wayback Machine (UK). (англ.)

### Рецензии наDVD
- Рецензия Дэна Маничини на сайте DVD Verdict, 23 июня, 2006. (англ.)
- Рецензия Архивная копия от 17 мая 2008 на Wayback Machine DSH на сайте The DVD Journal Архивная копия от 5 января 2013 на Wayback Machine. (англ.)
- Рецензия Архивная копия от 14 февраля 2008 на Wayback Machine Энтони Нилда на сайте DVD Times Архивная копия от 29 апреля 2009 на Wayback Machine, 11 сентября, 2003. (англ.)
- Рецензия Архивная копия от 30 декабря 2008 на Wayback Machine Найджела Паттерсона на сайте Elvis Information Network Архивная копия от 14 марта 2009 на Wayback Machine, 21 октября, 2003. (англ.)